# Ла-Монсель
Ла-Монсе́ль (фр. La Moncelle) — коммуна во Франции, находится в регионе Шампань — Арденны. Департамент коммуны — Арденны. Входит в состав кантона Восточный Седан. Округ коммуны — Седан.
Код INSEE коммуны — 08294.
Коммуна расположена приблизительно в 220 км к северо-востоку от Парижа, в 95 км северо-восточнее Шалон-ан-Шампани, в 22 км к юго-востоку от Шарлевиль-Мезьера.
С 1560 по 1642 год Ла-Монсель был частью Седанского княжества.

## Население
Население коммуны на 2008 год составляло 132 человека.
| 1962 | 1968 | 1975 | 1982 | 1990 | 1999 | 2008 |
| ---- | ---- | ---- | ---- | ---- | ---- | ---- |
| 147  | 151  | 138  | 119  | 130  | 127  | 132  |

## Администрация
| Период | Период | Фамилия              | Партия | Должность |
| ------ | ------ | -------------------- | ------ | --------- |
| 2001   | 2008   | Серж Абари           |        |           |
| 2008   |        | Мари-Франсуаза Кранц |        |           |

## Экономика
В 2007 году среди 96 человек в трудоспособном возрасте (15—64 лет) 71 были экономически активными, 25 — неактивными (показатель активности — 74,0 %, в 1999 году было 69,5 %). Из 71 активных работали 61 человек (34 мужчины и 27 женщин), безработных было 10 (5 мужчин и 5 женщин). Среди 25 неактивных 4 человека были учениками или студентами, 7 — пенсионерами, 14 были неактивными по другим причинам.

## Фотогалерея

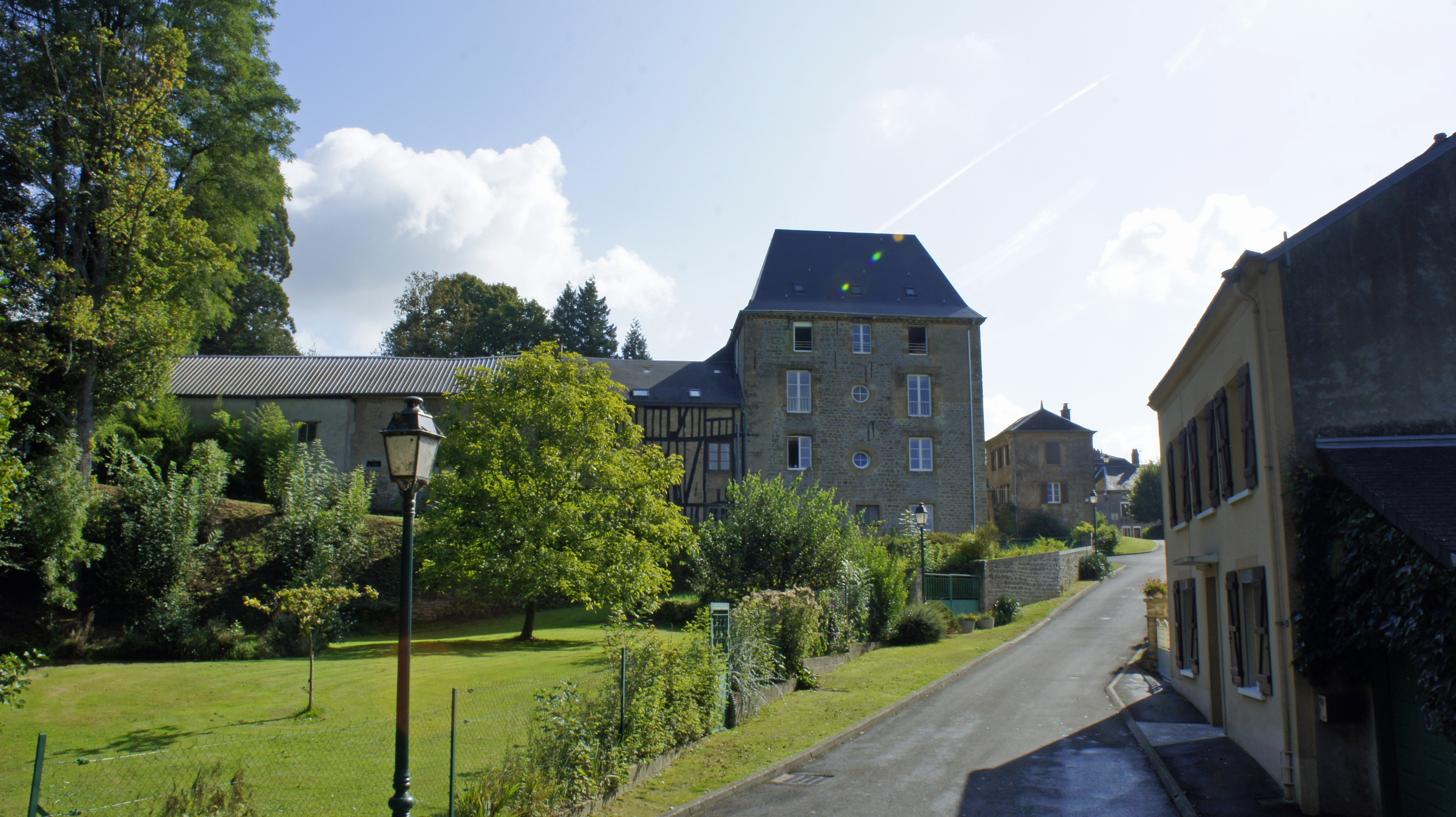
Ла-Монсель
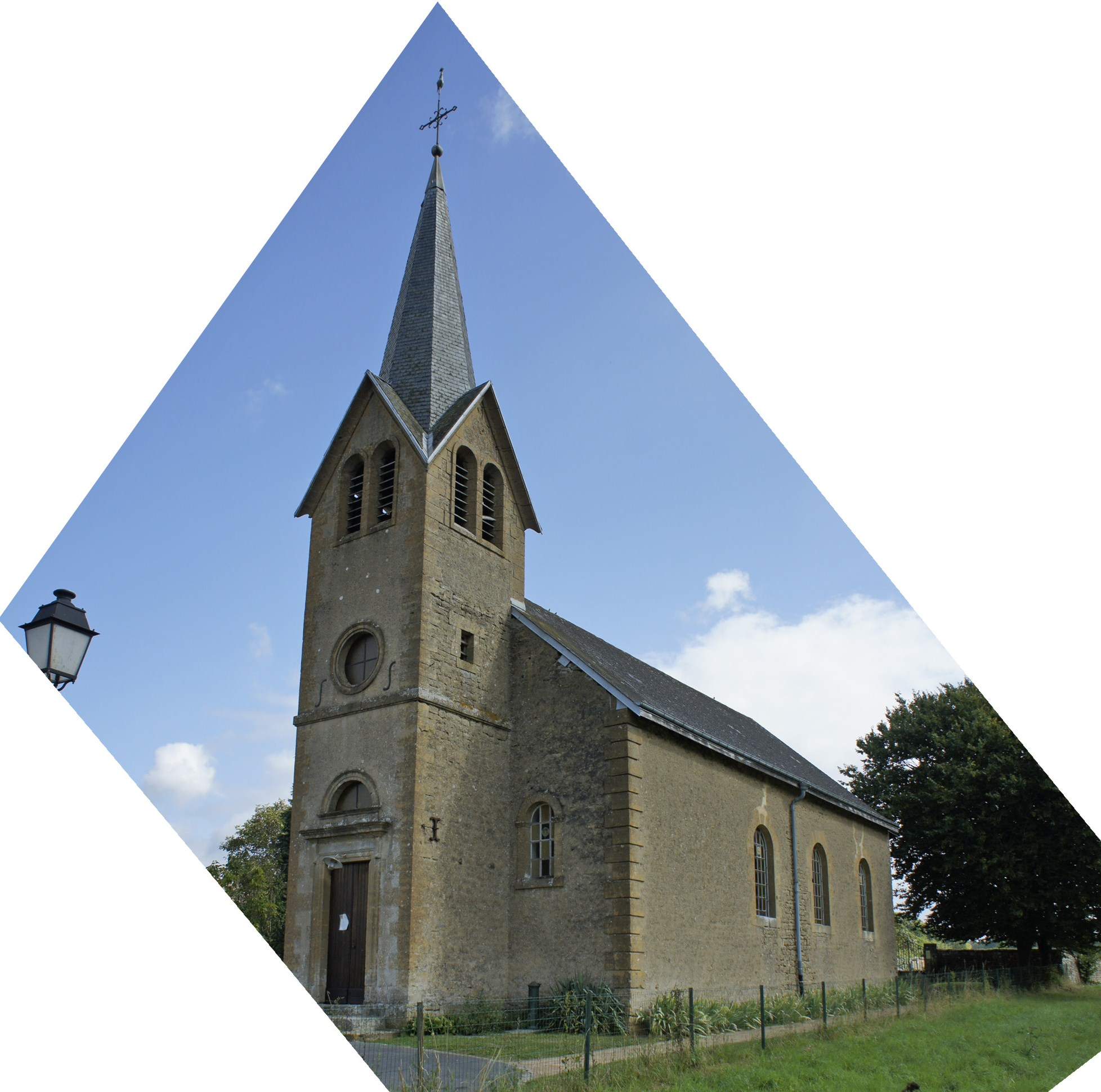
Церковь
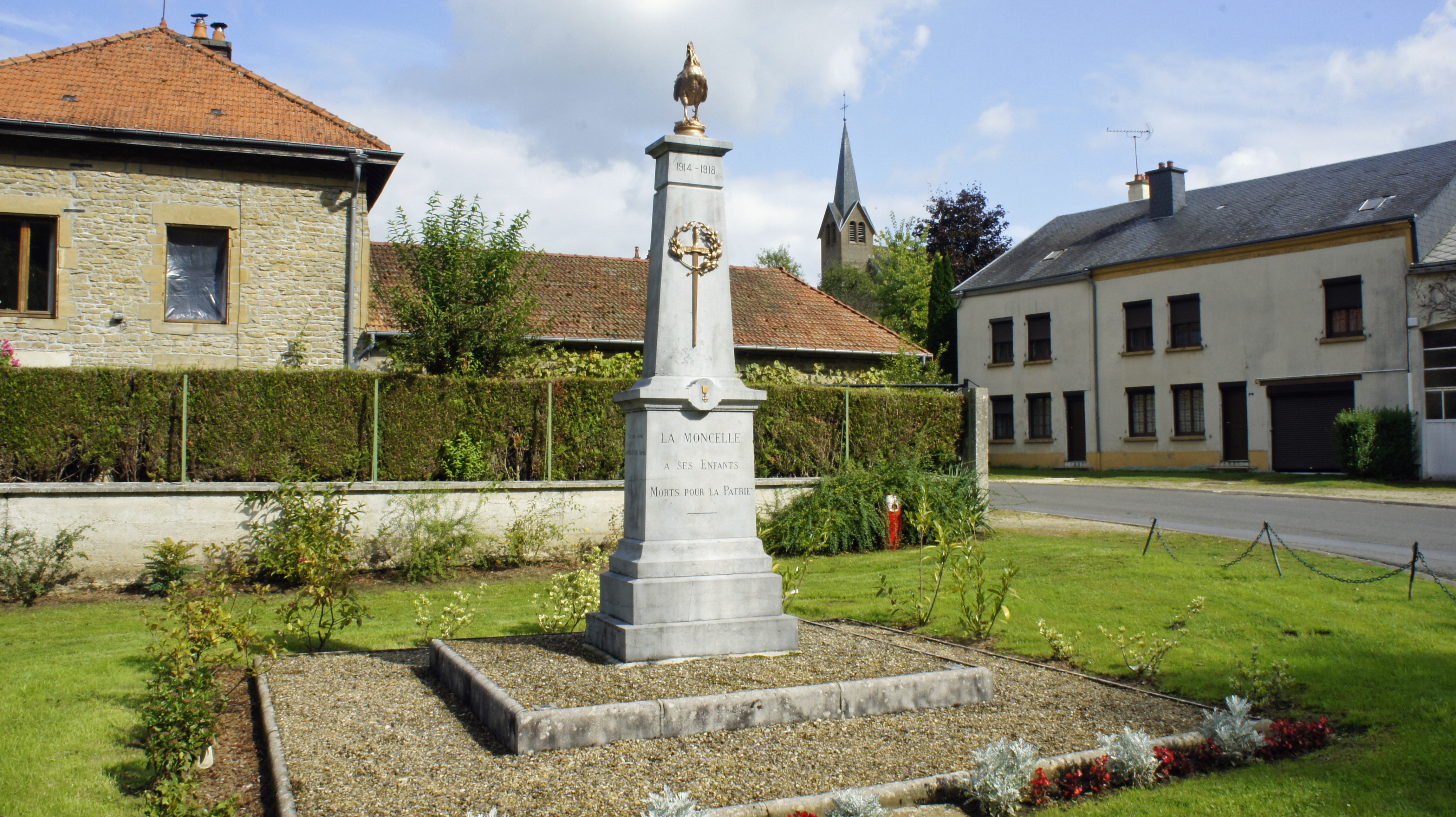
Памятник жителям, погибшим в Первой мировой войне